# Byblis lamellata
Byblis lamellata ist eine fleischfressende Pflanzenart aus der Gattung der Regenbogenpflanzen in der Familie der Regenbogenpflanzengewächse (Byblidaceae). Sie wurde 2002 durch Allen Lowrie und John Godfrey Conran erstbeschrieben und ist eine der beiden mehrjährigen, westaustralischen Byblis-Arten, die als „Byblis gigantea-Komplex“ zusammengefasst werden.

## Merkmale
Byblis lamellata ist ein mehrjähriger, meist unverzweigt wachsender Halbstrauch und wächst aus einem dicken und fleischigen Rhizom. Er erreicht eine Höhe von bis zu 60 Zentimetern und ist damit einer der größten Vertreter der Gattung.
Byblis lamellata wächst und blüht im Winter, über den Sommer fallen ihre Habitate trocken. Diese Zeit überdauern die Pflanzen unterirdisch, oberirdisch sterben sie ab und treiben erst mit den ersten Regenfällen im Herbst wieder neu aus dem Rhizom oder durch oberirdische Triebe aus.

### Blätter
Die gelblich-grünen Blätter sind zwei bis vier Zentimeter lang, linear, im Querschnitt nierenförmig und enden in einer Verdickung an der Blattspitze. Auf der Oberfläche sind sie haarlos, an den Rändern und der Unterseite jedoch dicht besetzt mit gestielten Drüsen, die eine klebrige Flüssigkeit absondern. 

### Blüten
Aus Blattachseln wachsen oberhalb des Blattansatzes Blütenstiele, die sich kaum von den Blättern unterscheiden, allerdings mit 15 Zentimetern deutlich kürzer sind. An ihren Spitzen blühen zwischen September und Januar (im australischen Sommer) endständig fünfzählige Einzelblüten, allerdings nur wenige zu gleicher Zeit.

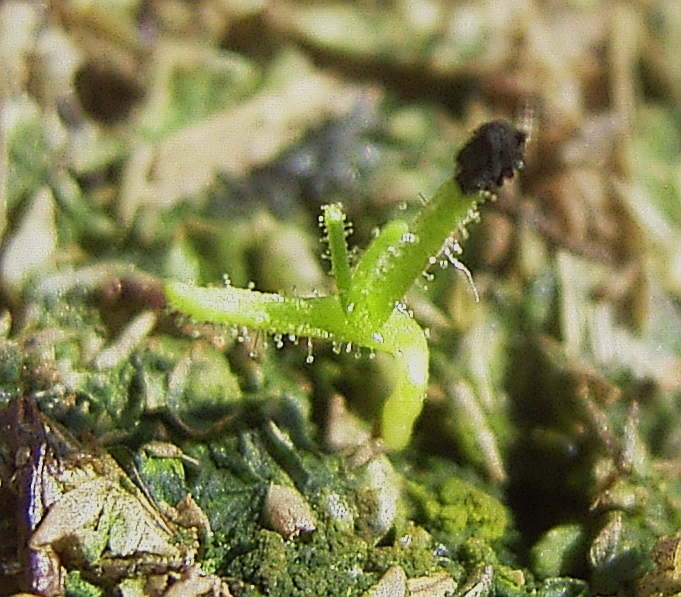
Keimling Byblis lamellata mit Samenhülle (re.)

Die lanzettlichen, behaarten Kelchblätter sind 8 bis 15 Millimeter lang und am Ansatz 2,5 bis 3,5 Millimeter breit. Die umgekehrt-eiförmigen Kronblätter sind 15 bis 20 Millimeter lang und bis zu 15 Millimeter breit und am Außenrand gezähnt. Sie sind hell bis dunkel purpurn, äußerst selten finden sich weiß oder cremefarben blühende Exemplare. Die Staubfäden sind 2,5 bis 3,5 Millimeter, die Staubbeutel 5 bis 6 Millimeter lang und gelb mit brauner Spitze. Der weiße Griffel ist 7 bis 9 Millimeter lang.
Byblis lamellata  gibt ihre Pollen erst durch die Schallfrequenz eines anfliegenden Bestäubers frei.

### Früchte und Samen
Die 5 bis 7 Millimeter lange und 3,5 bis 4 Millimeter breite Samenkapsel ist breit eiförmig und zweifächrig, durch Austrocknung reißt sie allmählich auf, so dass die enthaltenen Samen zu Boden fallen. Die schwarzen, 1 bis 1,8 Millimeter langen Samen sind lamellenartig gefurcht. Die Art ist pyrophil, die Keimhemmung der Samen wird erst durch Stoffe im Rauch der jährlichen Buschbrände aufgehoben.

## Verbreitung und Habitat
Die Art hat ein kleines Verbreitungsgebiet in Westaustralien, sie ist endemisch um Eneabba, knapp 100 Kilometer nördlich von Perth. Sie wächst in Heideland oder weißem Sand.

## Systematik
Byblis lamellata wurde erst 2002 als eigene Art von Byblis gigantea abgetrennt. Ausschlaggebend waren die Unterschiede in der Samengestalt; während die Samen von Byblis gigantea längs gefurcht sind mit deutlich hervorstehenden Erhebungen, sind die von Byblis lamellata lamellenartig gefurcht. Als weitere diagnostische Merkmale dienen die disjunkten Verbreitungsgebiete, das unterschiedliche Wiederaustreiben sowie variierende Standortbedingungen, Byblis lamellata bevorzugt trockenere Habitate als Byblis gigantea.